# Аревут
Аревут (арм. Արևուտ, до 3 июля 2006 года — Барож) — село на западе Арагацотнской области, Армения, на склоне горы Артени. 

## География
В 11 км к северо-востоку расположен город Талин, в 4 км к северу — село Арег, в 4 км к юго-востоку — село Кабахтапа, а с запада — вершина Покр Артени (1753 м). Расстояние от центра района, города Аштарака, до села составляет 57 км, высота над уровнем моря 1475 м. 

## Население
Предки жителей села переселились сюда из Карса.
| Год         | 1897 | 1926 | 1939 | 1959 | 1970 | 1979 | 2001 | 2004 |
| ----------- | ---- | ---- | ---- | ---- | ---- | ---- | ---- | ---- |
| Численность | 37   | 213  | 408  | 178  | 259  | 295  | 167  | 248  |

## Экономика
Местное население занимается животноводством и земледелием. В селе спроектирована скотобойня.